# Klikva bahenní
Klikva bahenní nebo také klikva žoravina (Vaccinium oxycoccos, dříve také Oxycoccus palustris) je rostlina z čeledi vřesovcovitých, rodu klikva (Vaccinium). Plodem této rostliny je bobule podobná brusince, kulovitá, někdy soudkovitá. Podobně jako brusnice roste v kyselých, na minerály chudých půdách, na vlhkých místech jehličnatých lesů, například na rašeliništích v mírném pásu severní polokoule.

## Stavba těla
Klikva bahenní je drobný plazivý keřík, s hnědým až červeným stonkem dorůstajícím výšky 10–30 cm a délky až 80 cm. Na stonku rostou 3–8 mm dlouhé drobné vejčité až protáhlé oválné listy. Svrchní strana listu je lesklá tmavězelená, spodní strana je šedomodrá až modrozelená. Neopadavé listy mají postavení na stonku střídavé. Květy v květenství hroznu po 3–4 rostou na 2–5 cm dlouhých stopkách. Barva květu narůžovělá až růžová, korunní lísky jsou 4 a převinují se dozadu. Kvete od května do června.
Plodem jsou červené, někdy hnědě skvrnité, postupně hnědnoucí bobule o průměru 5–15 mm. Jsou kyselé a trpké, jedlé až po přemrznutí.

## Význam
Klikvy podobně jako brusinky se zpracovávají v potravinářství jako čerstvé, sušené, v podobě marmelád a podobně a mají i podobné vlastnosti. Na českém území jsou však chráněné (Vyhláška 395/1992 Sb. ve znění vyhl. 175/2006 Sb. – druhy ohrožené), vyskytují se poměrně vzácně.[zdroj?] Proto se používají klikvy dovážené např. z Polska nebo Běloruska, kde se rovněž pěstují a šlechtí stejně jako např. klikva velkoplodá (Vaccinium macrocarpon), pěstovaná v Severní Americe. Bobule klikvy má rovněž červenou barvu velikosti přes 1 cm a také se dobře hodí pro pěstování.
V češtině jsou klikvy často zaměňovány s brusinkami, stejně jako v angličtině pojmem cranberries se příliš nerozlišuje mezi brusnicí brusinkou, dalšími kyselými brusinkami a popisovanou klikvou.

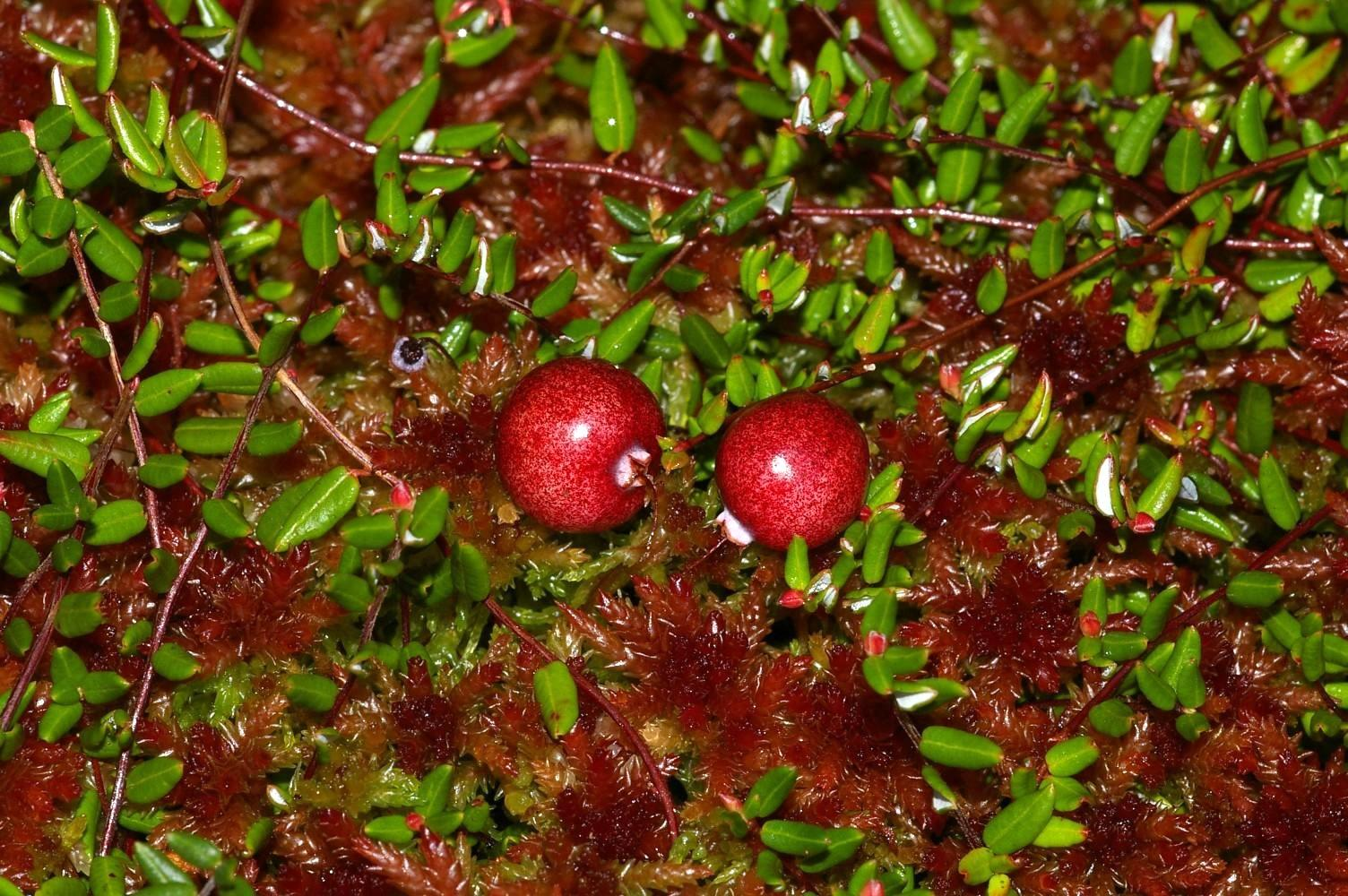
Klikva bahenní
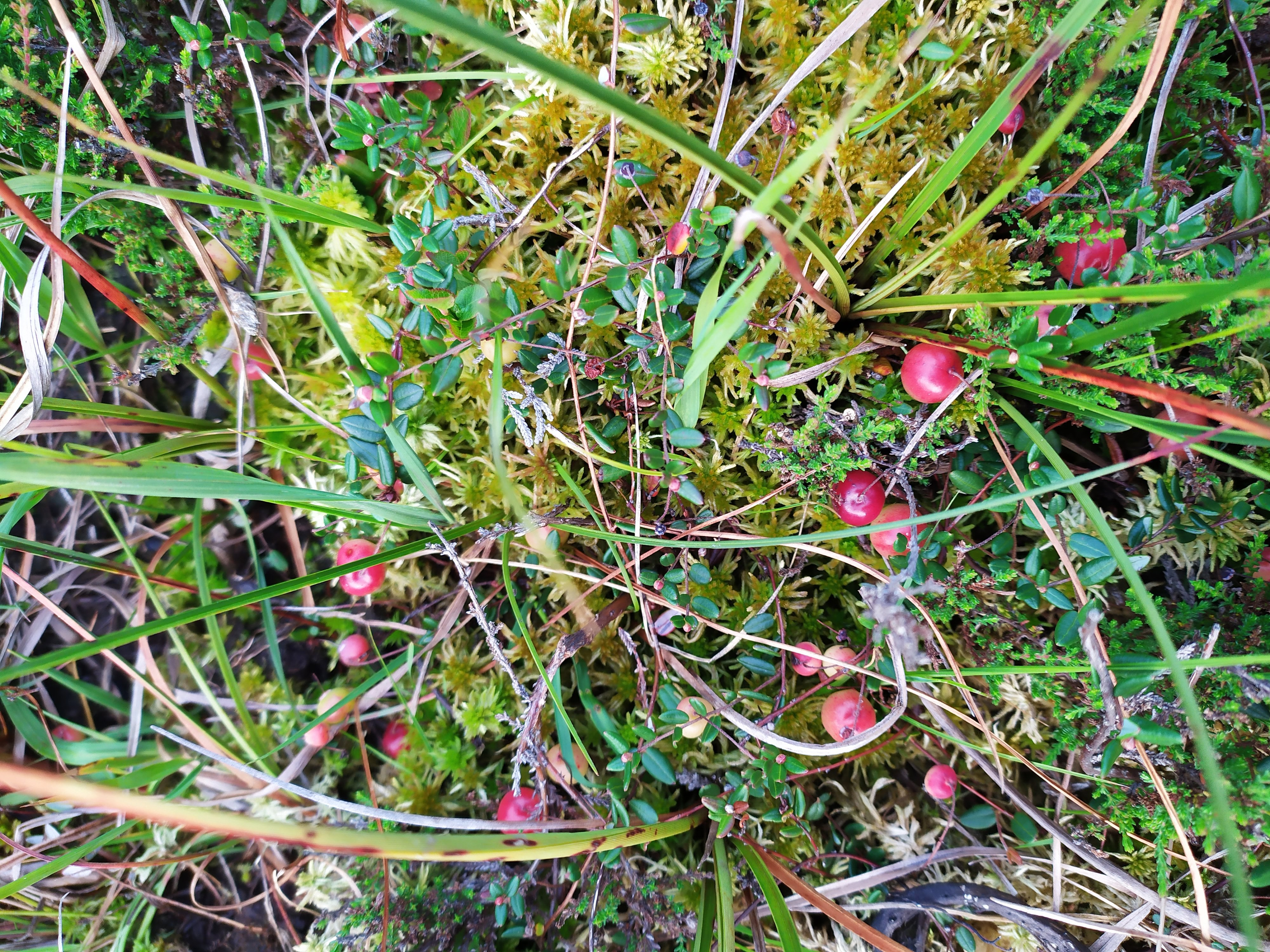
Klikva bahenní
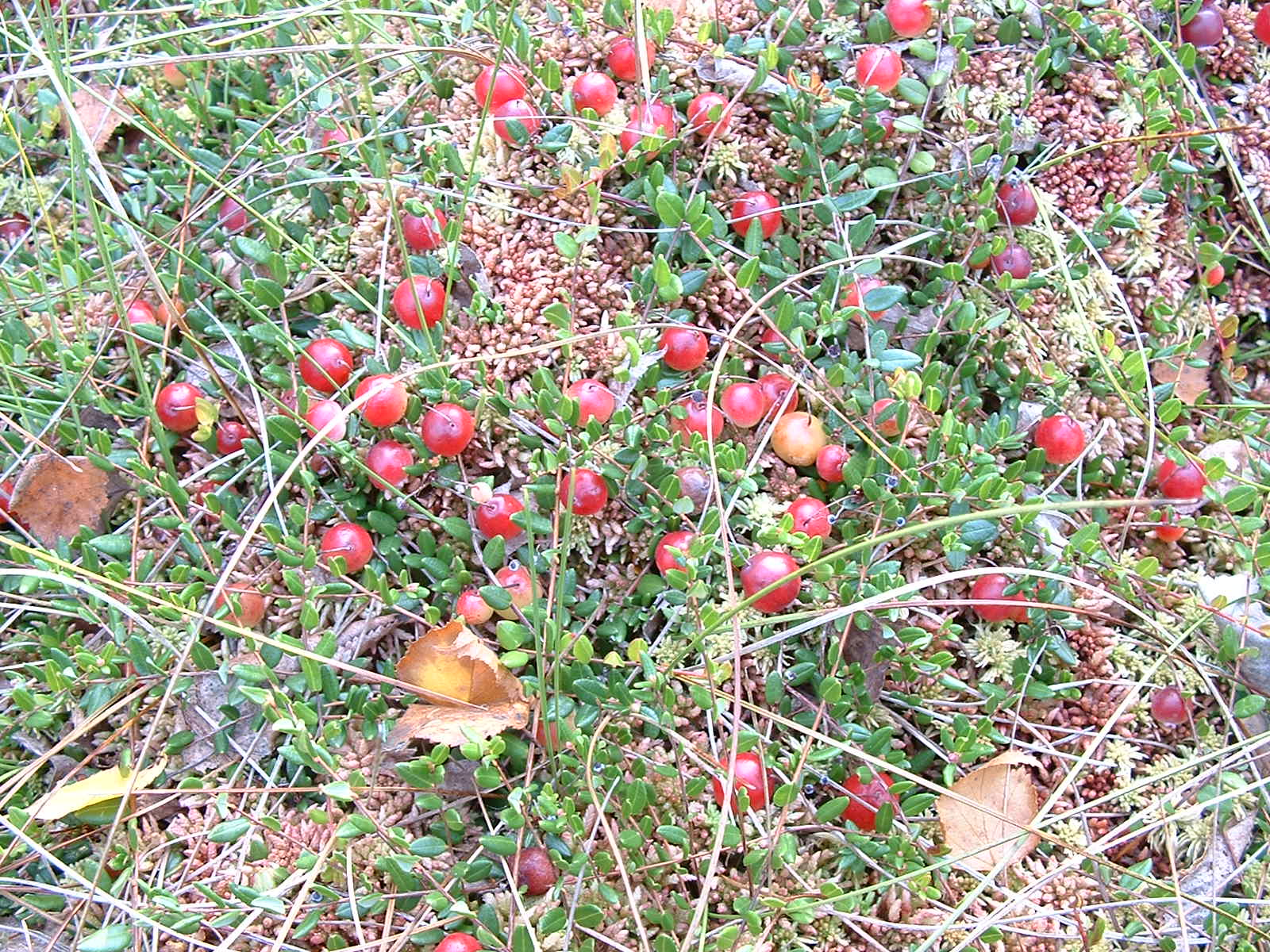
Klikva bahenní
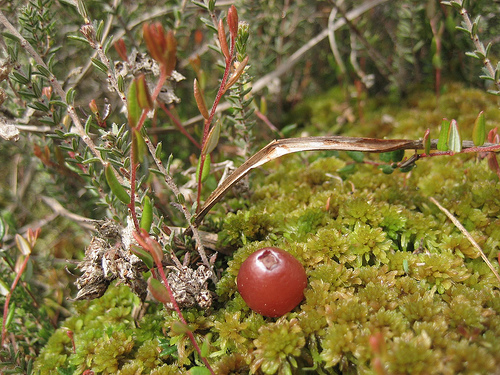
Klikva - keřík v rašelinníku
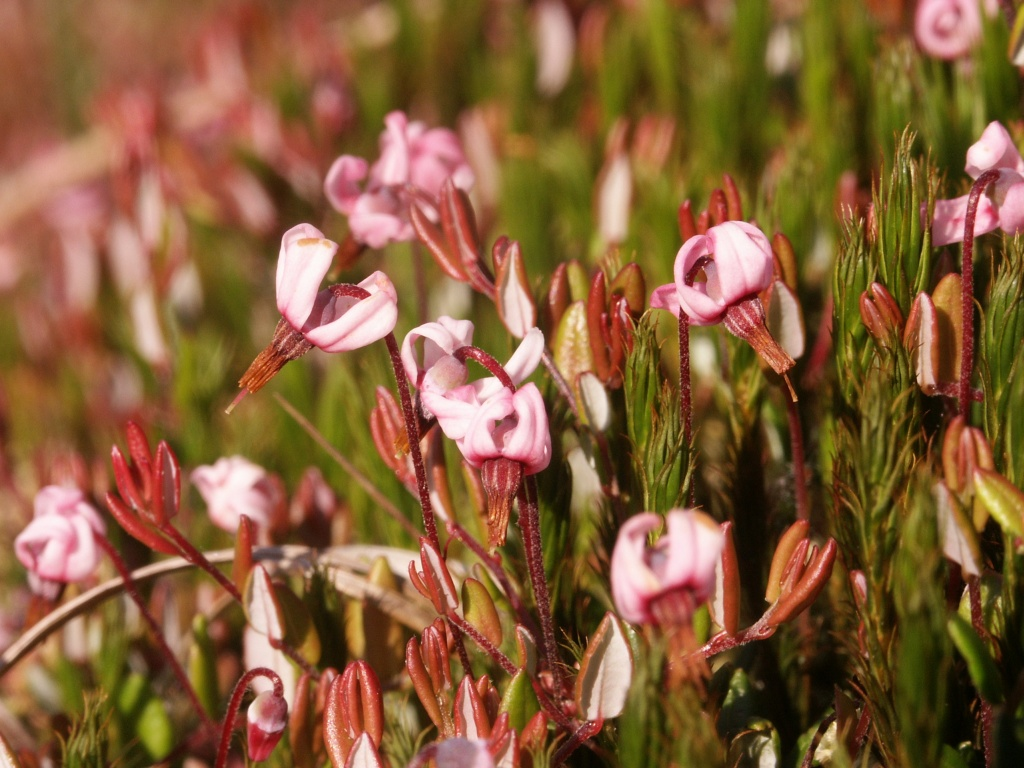
Květy klikvy